# Anício Petrônio Probo

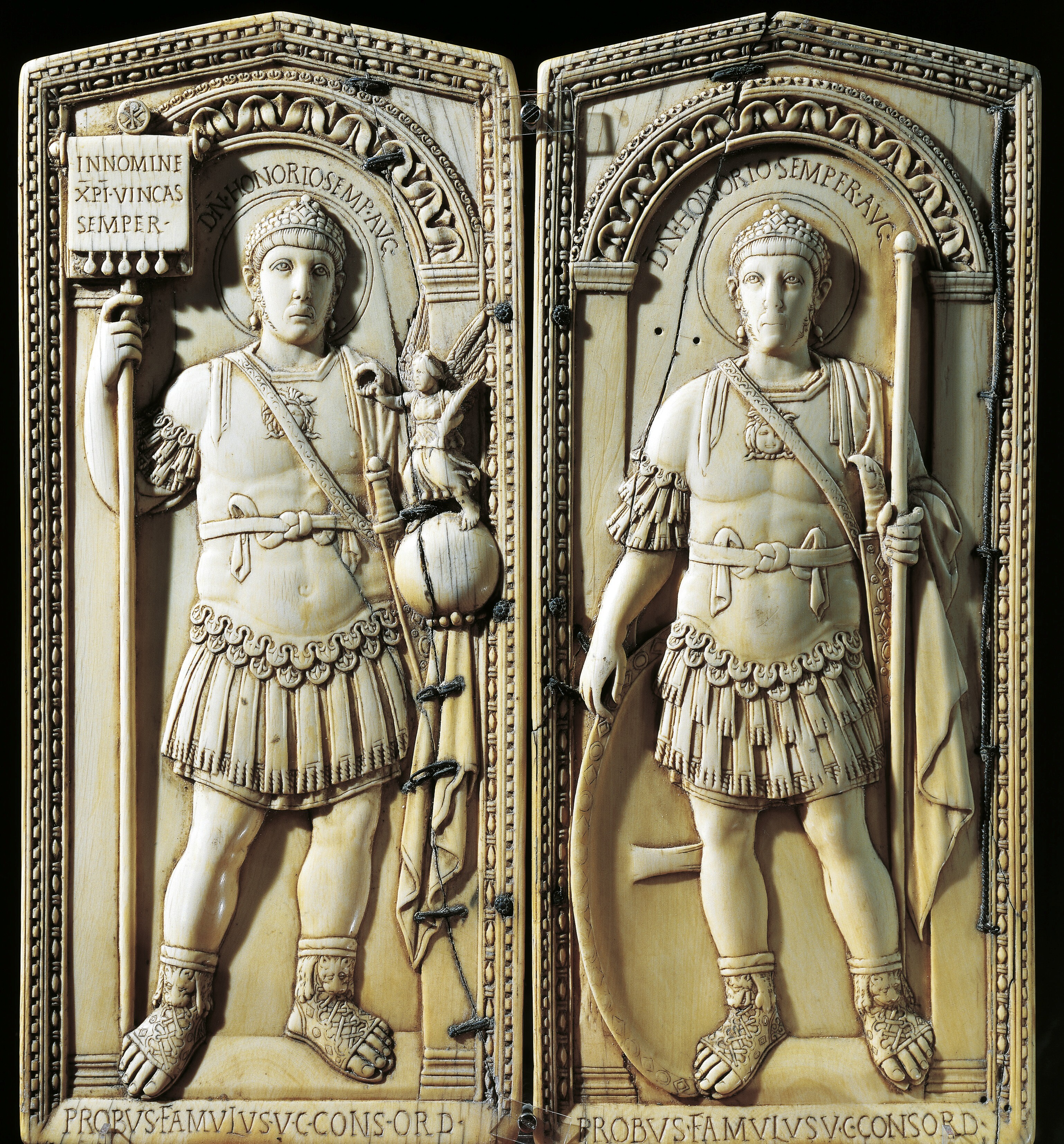
Honório, imperador romano ocidental, representado no díptico consular com Probo (406, Aosta,)

Anício Petrônio Probo (fl. f395–406 d.C.) foi um político do Império Romano do Ocidente.

## Biografia
Membro da gens Anicia, era filho de Sexto Cláudio Petrônio Probo (cônsul em 371) e de Anícia Faltônia Proba; seus irmãos mais velhos eram Anicius Hermogenianus Olybrius e Anicius Probinus (cônsules em 395), e sua irmã era Anicia Proba.
Em 395, é atestado como questor eleito pelo imperador. Em 406, Anicius foi cônsul contemporâneo do imperador Arcádio do Oriente.  Um de seus dípticos consulares está preservado no Museo del tesoro della cattedrale di Aosta, e retrata o imperador Honório.
Probus era cristão.